# Kadir Topbaş
Kadir Topbaş, né le 8 janvier 1945 à Yusufeli dans la province d'Artvin et mort le 13 février 2021 à Istanbul, est un architecte et homme politique turc,  membre du Parti de la justice et du développement (AKP). Il est maire d'Istanbul de 2004 à septembre 2017.

## Biographie
Le 21 novembre 2010, il devient président de Cités et gouvernements locaux unis (CGLU), l'association mondiale des élus locaux et régionaux, où il succède à Bertrand Delanoë. Il occupe cette fonction jusqu'à la fin de 2015.
À la suite de la tentative de coup d'État de juillet 2016, son gendre est arrêté.  
Fin septembre 2017, dans le contexte des purges suivant le coup d'État, un désaccord entre l'AKP et lui sur le plan de développement urbain d'Istanbul le pousse à la démission. Il est remplacé par Mevlüt Uysal, un autre membre de l'AKP.  